# Ishaq al-Mausili, die Sklavin und der Teufel

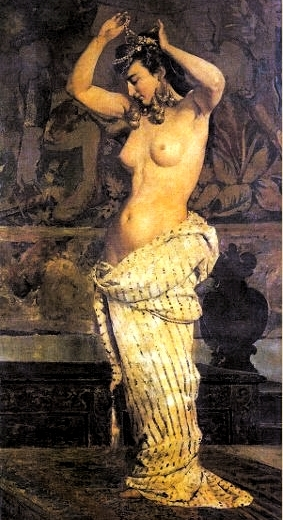
Die Sklavin entledigt sich ihrer durchnässten Gewänder. Gemälde von José María Fenollera (1851–1918).

Ishaq al-Mausili, die Sklavin und der Teufel ist eine erotische Erzählung aus den Geschichten aus Tausendundeiner Nacht. In der Arabian Nights Encyclopedia wird sie als ANE 221 gelistet (→ Tausendundeine Nacht – Liste der Geschichten). In der Erzählung trifft der Dichter und Musiker  Ishaq al-Mausili eine geliebte Sängersklavin wieder, doch weiß eine dritte Person über die beiden mehr, als sie eigentlich wissen sollte.

## Handlung
Eines Abends zur Winterzeit saß Ishaq al-Mausili in seiner Behausung. Draußen fiel starker Regen nieder, sodass niemand auf die Straßen gehen konnte. Da musste Ishaq an eine der Sklavinnen eines der Söhne des Kalifen al-Hadi denken, in die er verliebt war und die exzellent singen und verschiedene Musikinstrumente spielen konnte. Ishaq sehnte sich nach ihrer Gesellschaft, als es an der Tür klopfte und eben dieses Sklavenmädchen, vom Regen völlig durchnässt, vor ihm stand. Sie erzählte, dass einer der Diener Ishaqs aufgrund des Kummers seines Herrn nach ihr geschickt habe. Nun bat Ishaq die Sklavin herein, die sogleich ihre durchnässten Kleider ablegte und von Ishaq und einem Diener gewaschen wurde.
Als sie fertig war, zog sie ein prächtiges Gewand an und sie begannen Wein zu trinken. Als Ishaq die Sklavin fragte, wer nun zur Unterhaltung singen sollte, lehnte sie es sowohl ab, dass er als auch sie selbst sangen, stattdessen wollte sie jemanden von auswärts haben. Daraufhin zog Ishaq im Regen durch die Straßen und fand schließlich einen blinden Sänger, den er mit nach Hause brachte und bewirtete. Doch dann wollte der Blinde, dass zuerst sowohl Ishaq als auch die Sklavin etwas auf der Laute spielen und singen sollten. Beide taten dies, doch war der Blinde unzufrieden und beide in ihrem Stolz verletzt. Schließlich nahm der Blinde selbst die Laute in der Hand und stimmte einige Verse an, die allerdings davon zeugten, dass er gewusst haben musste, wie die Sklavin und Ishaq sich heute getroffen hatten.

Das Sklavenmädchen war empört, dass Ishaq das Geheimnis scheinbar nicht hatte bewahren können. Ishaq leugnete dies und begann nun in Gegenwart des Blinden die Hände der Sklavin zu küssen, ihre Brüste zu kitzeln und ihr in die Wangen zu beißen, bis sie wieder lachte. Da griff der Blinde wieder zur Laute und sang die Verse:
„Wie oft hab ich die Schönen besucht! Wie oft hab ich gefärbte Fingerspitzen berührt mit meiner Hand, die Granatenfrucht der Brüste gekitzelt. Und wie oft hat mein Biss auf bunten Äpfeln der Wangen heiß gemacht.“
Erschrocken fragten sich Ishaq und die Sklavin, wie der Blinde nun auch das wieder gewusst haben konnte. Dieser erklärte nun, dass er zur Toilette musste und ging in Begleitung des Dieners. Doch plötzlich war er verschwunden, als sei er in den Himmel aufgestiegen oder in der Erde versunken. Ishaq erkannte, dass dieser Blinde der Teufel gewesen sein musste und dass auch er es gewesen war, der das Sklavenmädchen zu ihm geführt hatte. Er konnte nicht anders, als an die Verse des Abu Nuwas zu denken.
„Der Teufel wundert mich mit seinem Stolz, und seines Sinns verborgener Hurerei, er war zu stolz, vor Adam niederzuknien und macht für Adams Stamm die Kuppelei.“

## Hintergrund

### Textquelle und Nutzung
Die Geschichte findet sich in den ägyptischen Manuskripten und den frühen arabischen Druckfassungen von Tausendundeine Nacht, mit Ausnahme der Breslauer Ausgabe. Für ihre Sammlungen griffen Richard Francis Burton und Enno Littmann auf die Kalkutta-II-Edition zurück.

### Rezeption außerhalb von Tausendundeine Nacht
Außerhalb von Tausendundeine Nacht-Kontexten findet sich die Geschichte häufig in der arabischen Literatur, darunter in Halbat al-kumait von al-Nawadschi (gest. 1455), in Tazyin al-aswaq von Dawud al-Antaki (gest. 1599), sowie in I'lam al-Nas (Nr. 75) von Muhammad Diyab al-Itlidi (17. Jahrhundert).

### Ähnliche Geschichten und Interpretation
Die Geschichte thematisiert das im konservativen Islam verbreitete Narrativ, dass musikalische Inspiration mit dem Teufel verbunden sei, was ebenso in den inhaltlich verknüpften Erzählungen Ibrahim al-Mausili und der Teufel (ANE 217) und Die Sklavin Tuhfat al-Qulub (ANE 339) behandelt wird. In letzterer Geschichte übergibt Ishaq al-Mausili das Sklavenmädchen Tuhfat al-Qulub an den Kalifen Harun al-Raschid, obgleich er sich in die sie verliebt hat. Das Mädchen steht später mit dem Teufel im Bunde. Die in der Geschichte geliebte, namenlose Sklavin, die schließlich zu al-Mausili zurückkehrt und letztlich vom Teufel entsandt wurde, könnte mit Tuhfat al-Qulub identisch sein; allerdings ergäbe sich eine Zeitachsenkollision, da Tuhfat al-Qulub dort an den Kalifen Harun al-Raschid übergeben wurde, und nicht an dessen Vorgänger al-Hadi.

### Historische Figuren
Sowohl der Dichter und Musiker Ishaq al-Mausili als auch der in der Geschichte erwähnte Kalif al-Hadi und der Dichter Abu Nuwas sind historische Figuren. Al-Hadi (766/7–786) war der vierte Kalif  (reg. 785–786) aus der Dynastie der Abbasiden und der Vater des legendären Harun al-Raschid.

## Ausgaben
- Enno Littmann: Die Erzählungen aus den tausendundein Nächten, Insel Verlag, Frankfurt 1968 (Erstausgabe 1922–1928), 6 Bände (Kalkutta-II-Edition), Band 4, S. 674–678.

- Joseph-Charles Mardrus: The Book of the Thousand Nights and One Nights, Routledge, 4 Bände, London und New York 1989 (englisch), Band 3, S. 103–107.